# سای مینگ-لیانگ
سای مینگ-لیانگ (انگلیسی: Tsai Ming-liang؛ زادهٔ ۲۷ اکتبر ۱۹۵۷) یک کارگردان، و فیلم‌نامه‌نویس اهل تایوان است. وی که تباری چینی-مالزیایی دارد از نسل دوم سینماگران موج نو تایوان محسوب می‌شود. فیلم‌های او در سرتاسر جهان به نمایش گذاشته و تحسین شده‌اند و جوایز بسیاری را نصیب وی ساخته‌اند.

## فیلم‌شناسی
- زنده‌باد عشق (۱۹۹۴)
- رود (۱۹۹۷)
- آنجا ساعت چند است؟ (۲۰۰۱)
- ابر سرکش (۲۰۰۶)
- صورت (۲۰۰۹)
- سگ ولگرد (۲۰۱۳)
- بعدازظهر (۲۰۱۵)
- هر کس سینمای خودش